# Siempre te amaré (telenovela)
Siempre te amaré es una telenovela mexicana producida por Juan Osorio para la empresa Televisa en el año 2000, adaptación del clásico Lo imperdonable por Consuelo Garrido y Georgina Tinoco.
Protagonizada por Laura Flores, Fernando Carrillo y Arturo Peniche; y con las participaciones antagónicas de Alejandra Ávalos, Ofelia Guilmáin, Rafael Rojas, Alejandro Tommasi y Frances Ondiviela, además de la actuación estelar de María Victoria, Renée Varsi y Rodrigo Vidal.

## Argumento
Victoria Robles y Mauricio Castellanos son esposos y viven felices su relación matrimonial, aunque con ciertas tensiones debido a que Mauricio es extremadamente celoso con su esposa, además Doña Úrsula Grajales vda. de Castellanos, la madre de Mauricio, desaprueba rotundamente a Victoria como su nuera (la soporta a regañadientes) y prefiere a Gilda, una ex enamorada de Mauricio, a la que quiere como a una hija. Asimismo, Gilda y Victoria nunca se llevaron bien desde la universidad y por otro lado, Martín Mendízabal, amigo de Mauricio, siempre estuvo envidioso del éxito de él, además de estar enamorado de Victoria también.
La pareja de esposos, tienen un par de hijos: Eduardo y Antonia, a los que quieren mucho. Pero el destino se encargaría de jugarles una mala pasada, cuando reciban la visita del pintor Julio Granados, de quien Sabina (hermana de Mauricio) queda enamorada. Julio la convence de huir con él en un tren, pero ella desiste a último momento. Victoria, que había ido en busca de Sabina al andén, entra accidentalmente al tren y el vehículo marcha con ella y Granados dentro. Ante los hechos, Mauricio y Ariana creen que Victoria y Julio Granados son amantes y que se han escapado juntos. Al llegar la noche se da una fuerte tormenta y el tren es alcanzado por un rayo, descarrilándose y matando a varios pasajeros que iban a bordo, incluyendo a Granados, pero algunos sobrevivieron junto con Victoria.
Mauricio, al saber de lo del tren, queda destrozado creyendo muerta a Victoria y dándoles la trágica noticia a sus hijos. Victoria, mientras tanto, perdida, cae en manos de un demente llamado Rex, que la confunde con su esposa muerta y la retiene en su guarida. Tras lograr escapar, vuelve a la casa Castellanos, sólo para ser maltratada por doña Úrsula, quien le dice que para toda la familia, ella está muerta. Desconsolada, vaga por las calles, hasta que es encontrada por una jovencita llamada Rossana quien la consuela y la lleva donde Román Castillo, un exitoso empresario teatral, quien le abre las puertas al mundo artístico, convirtiéndola en una distinguida actriz de teatro, bajo el seudónimo de Amparo Rivas.
Pasan 10 años y Mauricio se encuentra casado con Gilda y tanto Eduardo como Antonia ya son jóvenes y exitosos. Él trabaja en el bufete de abogados de los Castellanos, y ella se dedica a su carrera de fotógrafa. Antonia extraña mucho a su madre y la recuerda con cariño, pero Eduardo (incentivado por su padre) odia recordar a su madre, creyendo firmemente que traicionó a la familia. Cuando "Amparo Rivas", retorna a México para unas funciones teatrales, se reencuentra con los 2 jóvenes en diversas circunstancias, hecho que provoca en Victoria que continúe emprendiendo la búsqueda de sus hijos y de su imagen deteriorada.
Antonia se vuelve la fotógrafa personal de Amparo y muy amiga de la actriz, ignorando que es su madre. Esto molesta a Eduardo, Gilda y doña Úrsula. Las dos últimas, descubren que Amparo es en realidad Victoria, y planean artimañas para alejarla de sus vidas de nuevo.
Gilda, pese a su aspecto de ser una refinada y respetada mujer, es una peligrosa psicópata, capaz de cometer las más terribles atrocidades, con tal de conseguir lo que quiere. Para ello, disfrazada de hombre, intenta matar en 2 ocasiones a Victoria, aunque sin éxito. Asimismo, asesinó cruelmente a Nayeli De la Parra, la mejor amiga de Antonia, porque descubrió el lazo materno de Amparo con Antonia y Eduardo al leer el diario de su abuela Constanza, y a Fausto, el hijo de un examante suyo que conocía sus crímenes y la estaba chantajeando. El panorama comienza a despejarse y tanto Antonia como Eduardo por fin, conocen la verdad de su madre y vuelven con ella y tras un intento, logran reconciliar a sus padres. Para ese momento, todos se dan cuenta la clase de mujer que es Gilda y logran meterla en la cárcel. 
La felicidad ha vuelto a la casa Castellanos. Victoria y Mauricio se van de luna de miel, y en ese período de tiempo, se enteran de que Gilda murió en la cárcel. Pero un par de semanas después, también se enteran de que Jonás, el médico de la cárcel de mujeres, ha sido encontrado muerto en la bañera de su casa, sin saber que fue asesinado por Gilda. En el viaje de placer que tuvieron, Mauricio le presenta a Victoria, a un viejo amigo suyo de la infancia: Luis Miguel, con quien congenian rápidamente. Gilda, que había fingido su muerte y adoptado una nueva personalidad, Martha Laura Izaguirre, va en búsqueda de la pareja, que había salido a navegar a Altamar, atrapa a Mauricio y lo asesina. Victoria queda destruida por completo y Luis Miguel se hace cargo de ella.
Es en estas circunstancias que aparece en la vida de la familia Castellanos un hombre poderoso y malvado llamado Octavio Elizondo, quien después de ver a Victoria en una actuación de teatro queda totalmente obsesionado de ella y la quiere convertir en su esposa.
Es así que se hace amigo de Eduardo y logra ponerle trampas para llevar el bufete Castellanos a la ruina. Luis Miguel le hace frente para que Victoria logre ver quien es en realidad Octavio Elizondo, pero ella viendo el bienestar de su familia primero decide casarse con Elizondo.
Las desgracias vuelven a caer sobre los Castellanos, ya que la casa de la familia, mediante una artimaña tramada por Gilda y Octavio, termina en llamas y Martín Mendizábal, quien había sobrevivido a un intento de asesinato por Gilda, pasó todo su tiempo vigilando cada uno de sus pasos y asesinatos después de que ella había escapado de la cárcel al fingir su nombre y cambiar su identidad, pero Gilda lo descubrió poco después, más tarde, Martín le revela a Victoria, Francisco y a Sabina todo lo que sabía de Gilda y el hecho de que está viva para prevenirlos y finalmente resulta ser asesinado por Gilda en su departamento. Luis Miguel descubre al fin que Martha Laura, es Gilda: la causante de las desgracias de Victoria y su familia.
Durante la luna de miel de Victoria y Octavio, Victoria logra saber qué clase de persona es Octavio, pero este mediante amenazas la tiene secuestrada. Luis Miguel viendo el peligro en que se encuentra Victoria logra darle alcance junto con Olmos, produciéndose una gresca entre Luis Miguel y Octavio, mientras Olmos logra llevarse a Victoria para ponerla a salvo. 
Ante esto, Gilda logra tenderle una trampa a Victoria, en las afueras de la ciudad; mata a Olmos y la secuestra. Luis Miguel logra entregar a Octavio a la policía, pero después se entera de que Olmos fue asesinado y no dudó en sospechar de que Gilda es la responsable. Mientras tanto, Gilda en el camino le confiesa a Victoria que asesinó a Mauricio, luego ambas tienen una fuerte discusión donde forcejean el arma que Gilda tenía y aunque Victoria intentó dispararle en defensa, Gilda le lanzó una vara para evitar que le dispare. Tras ello, Victoria comenzó a huir y Gilda al perder la pistola cogió una roca para perseguirla. Es así que Luis Miguel y varios oficiales de policía van al rescate de Victoria y llegan a un cementerio, donde Victoria se escondía para cuidarse de Gilda. 
Esta última, al ver que la policía llegó, decide entrar a la capilla del cementerio donde se estaba llevando a cabo un velorio. Al verse acorralada, se esconde dentro del féretro para poder escapar. En tanto, Luis Miguel rescata a Victoria y se la lleva de regreso a su casa. Al momento en el que las personas empiezan a dirigirse hacia la tumba, Gilda se ensarta ya que el féretro es cerrado con llave y depositado 3 metros bajo tierra. Gilda, desesperada, llora, grita dentro del ataúd para poder salir y no lo consigue, encontrando la muerte de esta manera y pagando sus maldades con creces, atormentada por el recuerdo de todas sus víctimas a las que mató.
La paz reina una vez más sobre todos. Eduardo y Antonia son felices con sus parejas (Berenice y Leonardo, respectivamente), Doña Úrsula arrepentida, le pide perdón a Victoria por la manera que la trató siempre, y ella comienza una maravillosa relación con Luis Miguel, demostrando así, que no hay mal que dure cien años, y que siempre llega la felicidad.

## Personajes
- Laura Flores - Victoria Robles de Castellanos / Amparo Rivas
- Fernando Carrillo - Mauricio Castellanos Grajales
- Arturo Peniche - Luis Miguel Garay
- Alejandra Ávalos - Gilda Gómez de Castellanos / Martha Laura Izaguirre
- Gerardo Murguía - Román Castillo Arteaga
- Guillermo García Cantú - Jorge Montesinos
- Alejandro Tommasi - Octavio Elizondo
- Ofelia Guilmáin  - Doña Úrsula Grajales Vda. de Castellanos
- María Victoria  - Columba Enriqueta Pardo de Serrano
- Gabriela Goldsmith - Ariana Vda. de Granados
- Rodrigo Vidal - Eduardo Castellanos Robles
- Rafael Rojas - Patricio Mistral
- Renée Varsi - Antonia Castellanos Robles
- Vanessa Guzmán - Sabina Castellanos Grajales
- Mónica Dossetti - Rossana Banderas
- Mayrin Villanueva - Berenice Gutiérrez
- Claudia Silva - Lucía
- Patricia Navidad - Isabel
- Alfonso Iturralde - Padre Pablo
- Abraham Ramos - Leonardo Reyes Pastor
- Luis Xavier - Francisco Reyes
- Daniela Castro - Ella Misma
- Alejandra Procuna - Olivia Salas Berriozábal
- Luz Elena González - Mara
- José Roberto - Abelardo Roldán
- Rosángela Balbó - Constanza De La Parra
- Amparo Garrido - Soledad. Vda de Sosa
- Gabriel Varela - Martín Mendizábal
- Oscar Uriel - Tizoc Martínez
- Benjamín Rivero -  Virgilio Jobito, el Verrugas
- Arturo Vázquez - Alberto Sosa
- Miguel Herrera - El Piojo
- Manuel "El Loco" Valdés - Pancho Serrano
- Marcelo Buquet - Pedro
- Frances Ondiviela - Violeta Arizmendi de Garay
- Chao - Julio Granados
- Wendy González - Jazmín Elizondo Silva (niña)
- Evita Muñoz "Chachita" - Estela Vda. de Silva
- Luis Fernando Torres - Luisito
- Germán Gutiérrez - Fausto Berriozábal
- Oskar "El Espectáculo" - Rex Uribe
- Ricardo Alejandro Valdés - Pepe Serrano
- Roberto Marín - Palillo
- Benito Castro - Dr. Jonás Pérez
- Diana Osorio - Mariana Garay Arismendi
- Luis Roberto Guzmán - Alfredo Domínguez
- Adriana Riveramelo - Nayeli De La Parra
- Eugenio Lobo - Adán
- Marco Munoz - Hernan
- Ivonne Montero - Mercedes González "Meche"
- Dolores Salomón "Bodokito" - Getulia Genara Jiménez Juárez
- Nancy Pablos - Lorenza
- Miguel Priego - Detective Olmos
- Ivonne Bardett - Pony
- Alfredo Vega - Cirilo
- Leslie Giovanna - Blanquita
- Evelio Con V - Evelio
- José Eduardo - Eduardo Castellanos (niño)
- Eduardo Rodríguez - Raúl Acosta
- Ernesto Valenzuela - Antonio Quintana "Toño"
- Ana Hally - Rita
- Marquesita Radell - Caridad
- Natasha Dupeyrón - Antonia Castellanos (niña)
- Horacio Castelo
- Ahrid Hannaley - Rossana Banderas (niña)
- Martín Muñoz
- Payia Cejudo - Coyota
- Licia Suárez - Federica
- Mariana De La Peña - Lilia
- Guillermo Herrera - Dr. Tomassi
- José Antonio Estrada - Jaime
- Carlos González - Sebastián Paredes / Sultán
- Carlos Cámara - Lic. Sandoval

## Equipo de producción
- Historia original: Caridad Bravo Adams, Fernanda Villeli
- Adaptación libre y libreto: Consuelo Garrido, Georgina Tinoco, Alberto Aridjis
- Edición literaria: Juan Carlos Tejeda, Rosita Bouchot, Isabel Soriano
- Supervisión literaria: Álvaro Cueva
- Tema de entrada: Sigue sin mí
- Letra, música e intérprete: Marco Antonio Solís
- Tema de salida: Perdóname
- Letra, música e intérprete: Fernando Carrillo
- Música de fondo: Raúl Elizalde
- Escenografía y ambientación: Arturo Flores, Claudia Rodríguez
- Diseño de vestuario: Michelle Díaz, Bertha Romero
- Diseño de imagen: Televisa San Ángel
- Editor: Ricardo Rodríguez Bautista
- Musicalizador: Miguel Ángel Mendoza
- Coordinación musical: Saúl Torres
- Jefes de producción: Guadalupe Chávez, Roy Nelson Rojas Vargas
- Gerente de producción: Jorge Calderón
- Gerencia administrativa: Claudia Calderón
- Coordinación de producción: Jorge Sosa Lanz
- Coordinación general: Ramón Ortiz Quiñónez
- Dirección de cámaras en foro: Enrique García
- Dirección de cámaras en locación: Alejandro Álvarez Ceniceros
- Dirección en locación: Alberto Rojas 'El Caballo', Xavier Marc, Julián Pastor
- Dirección en foro: Patricia Reyes Spíndola, Roberto D'Amico
- Productor asociado: Ramón Ortiz Quiñónez
- Productor ejecutivo: Juan Osorio Ortiz